# كواراتشي
كواراتشي (بالبرتغالية: Coaraci‏)؛ بلدية في ولاية باهيا في المنطقة الشمالية الشرقية من البرازيل.